# یادداشت‌های روزانه هیتلر

«یادداشت‌های روزانهٔ هیتلر پیدا شد» جلد مجلهٔ اشترن آوریل ۱۹۸۳

یادداشت‌های روزانهٔ هیتلر، مجموعه‌ای از شصت و دو دفتر یادداشت روزانه منسوب به آدولف هیتلر است که توسط کنراد کویاو در فاصله سال‌های ۱۹۸۱ تا ۱۹۸۳ جعل شده‌اند. مجله اشترن آلمان غربی، این یادداشت‌ها را در سال ۱۹۸۳ به مبلغ ۹٫۳ میلیون مارک آلمان (معادل ۲٫۳۳ پوند انگلیس یا ۳٫۷ میلیون دلار آمریکا) خریداری کرد و حق انتشار آن‌ها به صورت پاورقی را به موسسات مطبوعاتی مختلف فروخت. یکی از این نشریات، ساندی تایمز بود که از هیو تروور-روپر برای اصالت‌سنجی یادداشت‌ها کمک گرفت. در ابتدا، تروور-روپر یادداشت‌ها را اصیل تشخیص داد، اما در کنفرانس خبری که برای اعلام انتشار یادداشت‌ها برگزار شد، گفت که با تعمق بیشتر در موضوع، نظرش تغییر کرده. تاریخ‌دانان دیگری نیز در اصالت این یادداشت‌ها تشکیک کردن که به بررسی دقیق‌تر قضایی دفترهای یادداشت و اعلام جعلی بودن آنان انجامید.
کویاو متولد آلمان نازی بعد از جنگ جهانی دوم تا ۱۹ سالگی ساکن آلمان شرقی بود و سپس به آلمان غربی مهاجرت کرد. وی به مشاغل موقت و ساده اشتغال داشت و دارای سابقه خرده بزهکاری نیز بود. وی در میانهٔ دههٔ ۱۹۷۰ میلادی، شروع به فروش یادگاری‌های آلمان نازی کرد که به طور قاچاقی از آلمان شرقی وارد می‌کرد. بعد از مدتی، متوجه شد که با اضافه کردن جزئیات جعلی به اشیای عادی دوران آلمان نازی و نسبت دادن آن‌ها به رهبران نازی، می‌تواند اجناس را به قیمت بالاتری بفروشد. وی سپس شروع به تولید نقاشی‌های جعلی و سپس به تدریج یادداشت‌های کوچک، اشعار و نامه‌های منتسب به هیتلر نمود و در نهایت نخستین دفتر یادداشت خود را در اواخر دههٔ ۱۹۷۰ جعل کرد. روزنامه‌نگار اشترن که یادداشت‌ها را کشف کرد و سپس در خرید آن‌ها توسط این مجله دخیل بود، گرد هایدمان نام داشت که علاقهٔ وافری به موضوعات و مسائل مربوط به نازی‌ها داشت. بعداً بخش بزرگی از مبلغ پرداخت شده از طرف اشترن برای خرید یادداشت‌ها، توسط هایدمان دزدیده شد.
کویاو و هایدمان برای نقش خود در این کلاهبرداری، مدتی در حبس به سر بردند و چندین سردبیر از نشریات مختلف، شغل خود را در پیامد این ماجرا از دست دادند. این رسوایی، دستمایهٔ ساخت سریال هیتلر برای فروش (۱۹۹۱) توسط شبکهٔ بریتانیایی آی‌تی‌وی، فیلم سینمایی اشتونک! (۱۹۹۲) محصول آلمان و سریال آلمانی جعل هیتلر (۲۰۲۱) بوده.